# Marie-Hélène Stokkink
Marie-Hélène (Marjolein) Stokkink (Venlo, 3 mei 1944) is een Nederlandse kunstenares die vooral in Frankrijk bekend is van haar aquarellen van dieren.

## Biografie
Stokkink werd geboren in Venlo, maar verhuisde op jonge leeftijd naar Rotterdam. Zij ging naar de Academie voor Beeldende Kunsten in Rotterdam om een opleiding te volgen tot modeontwerpster (1965). Zij vervolgde haar opleiding aan de École de Dessin de Mode in Parijs (1966) en ging modeltekenen aan de Académie Julian en de Académie de la Grande Chaumière. Zij begon haar carrière in 1970 als styliste en werkte voor onder andere Avenue, Libelle, Margriet, Nouveau, VT wonen en Viva en in de reclame. Vanaf 1978 werkte zij ook als kostuumontwerpster en artdirector bij een vijftigtal tv-series en korte en lange speelfilms. In 1999 verhuisde Stokkink naar Zuid-Frankrijk,  Vanaf 2015 woont en werkt zij deels in Nederland en deels in Frankrijk, maar op 1 januari 2022 vestigt zij zich wederom permanent in Frankrijk (Haute de France, Somme).
Met ingang van 1 juni 2024 woont en werkt zij weer permanent in Nederland ( Eersel in Brabant)

## Werk als kostuumontwerpster
- Q & Q (KRO, tv-serie 1974-1976, 26 afleveringen)
- Pinkeltje (1978)
- Kort Amerikaans (1979)
- Herman en de zes (KRO, 1980, 6 afleveringen)
- De Fabriek (TROS, tv-serie 1981-1982, 7 afleveringen)
- Allemaal tuig! (IKON, tv-serie, 1981-1882, 6 afleveringen)
- Moord in Extase (1984)
- Over en sluiten  (1984)
- De Vogelmens (1984)
- Nosta Bai Hulanda (1984)
- De Tovenaarsleerling (1986)
- Wilde Harten (1989)
- Cursus voor beginners in de liefde (VPRO, tv-serie 1989)
- Moffengriet, Liebe tut, was sie will (1990, Duitsland)
- Spijkerhoek (Veronica/RTL 4, tv-serie 1989-1993, 52 afleveringen)
- Het teken van het beest (1980)
- Oeroeg (1993)
- De pianiste (tv-film, 1994)

## Werk als artdirector
- Mijn vader woont in Rio (1989). Bekroond met o.a. de Prijs van de Nederlandse Filmkritiek en de Gouden Beer van de kinderjury in Berlijn.[1]
- Tussen eten en afwas (1990). Achtdelige gedramatiseerde documentaire over jongerenproblemen.

## Werk als kunstschilder
In 1980 begon zij, naast haar werk als styliste en kostuumontwerpster, met het maken van pastelcollages van pinguïns en leguanen. Zij deed haar inspiratie op in dierentuinen en exposeerde in 1988 voor het eerst met aquarellen in De Boerderij in Huizen. Vanaf 1995 wijdde zij zich geheel aan schilderen en exposeerde in IJmuiden (Beestachtig Goed, 1995), Purmerend (Museum Waterland, 1995), Amsterdam (De Bijenkorf, 1995) en Eindhoven (Galerie JA, 1997).
In september 1999 vertrok zij naar het zuiden van Frankrijk en vestigde zich als Marie-Hélène Stokkink (haar doopnaam) in Buis-les-Baronnies in het departement Drôme.
Haar inspiratie vindt zij in de dieren om haar heen. Haar aquarellen van kippen uit haar eigen ren zijn uitgegeven in een boekje met verhalen van haar broer Theo Stokkink. 
Zij exposeert voornamelijk in Frankrijk en is sinds 2013 lid van de Société Française de l'Aquarelle. Zij won onder meer in 2006 de gouden medaille op de Salon National des Artistes Animaliers en in 2011 de Prix Roger B. Baron van de gemeente Bry-sur-Marne voor haar gehele oeuvre. In 2014 exposeerde zij als eregast in Toulouse op de "deuxième biennale internationale d'aquarelle". Vanaf 2015 woont zij deels in Nederland en deels in Frankrijk. In Nederland is zij ook aangesloten bij de Stichting International Watercolor Society Holland (IWSHolland).Vanaf 1 januari 2022 woonde zij weer permanent in Frankrijk, maar sinds 2024 woont ze weer in Nederland (Eersel, N-Br).

## Belangrijkste exposities en prijzen

#### 2004
- Frankrijk, Buis les Baronnies, solo-expositie Salles des Ursulines
- Frankrijk, Pernes-les-Fontaines, Grand Prix de Peinture et 1e Prix Aquarelle

#### 2006
- Frankrijk, Bry sur Marne, 30 ste Salon National des Artistes Animaliers (SNAA), Medaille d'Or
- Frankrijk, Valaurie, Maison de la Tour (met Jean-José Martinez)
- Frankrijk, Avignon, XIIe parcours de l'art

#### 2007
- Frankrijk, Nancy, Musée Aquarium, in het kader van het 30-jarig bestaan van de SNAA
- Frankrijk, Marseille, Palais des Arts, 5e concours de Création Artistique Regards de Provence

#### 2008
- Frankrijk, Saint-Pierre-lès-Nemours
- Frankrijk, Taulignan, solo-expositie, Salle de la Commune
- Frankrijk, Bollène, 55e Salon de Noël

#### 2009
- 2009 Frankrijk, Brioude, 4e Biennale de l'Aquarelle

#### 2010
- Frankrijk, Wassy, 3ème Festival d'Aquarelle
- Frankrijk, Rochemaure, salon de l'Aquarelle

#### 2011
- Frankrijk, Barbizon, La Maison-Atelier de JF Millet
- Frankrijk, Bry sur Marne, 35e SNAA,peintre invité, Prix Roger B. Baron
- Frankrijk, Charolais, l'espace muséographique, Maison du Charolais

#### 2012
- Nederland, Amsterdam, Galerie Kunstlocatie Amsterdam Singel 383, solo-expositie
- Frankrijk, Parijs, Île-St-Louis, Galerie Artmontie (naakten)

#### 2013
- Frankrijk, Uckange, 23e Salon International de l'Aquarelle d'Uckange
- Frankrijk, Charenton-le-Pont, Festival des Artistes de la Société Française de l'Aquarelle (SFA)
- Frankrijk, Parijs, Grand Palais, Salon Dessin & Peinture å l'eau

#### 2014
- Frankrijk, Toulouse, deuxième biennale internationale d'aquarelle, peintre invité
- Frankrijk, Lavardens, Chateau de Lavardens, met de SFA
- Spanje, Córdoba, 17eme European Water Colour Society, met de SFA
- Frankrijk, Avignon, Cloître St Louis, 5ème Exposition nationale de la S.F.A.

#### 2015
- Wales, Swansea, met de SFA en de Royal Watercolor Society of Wales
- Frankrijk, Creutzwald, met de SFA
- Frankrijk, St Florent le Vieil, met de SFA
- België, Brussel, Salon de l'Aquarelle de Belgique
- Frankrijk, Bry sur Marne, 39e Salon National des Artistes Animalier

#### 2016
- België, Mons, Les Aquarellades
- Nederland, Driebergen, Aquarel Expo International Watercolour Society Holland (IWSH)
- Italië, Fabriano, Fabriano in Aquarello 2016
- Frankrijk, Parijs, Galerie Animals Art Style
- Frankrijk, Bry sur Marne, 40e Jubileum Expositie Salon National des Artistes Animaliers (SNAA)
- Frankrijk, Courtry, 3ème Salon des Arts d'Automne
- Frankrijk, Avignon, 19e Exposition Européenne d'Aquarelle (ECWS)

#### 2017
- Frankrijk, Charenton le Pont, met de SFA
- Frankrijk, Brioude, 8ème Biennale d'Aquarelle de Brioude
- Frankrijk, Sanary sur Mer, Espace Saint Nazaire met de SFA
- Frankrijk, Bry sur Marne, 41e Salon National des Artistes Animaliers
- Nederland, Kunststation Uden, "Passie voor aquarelle" met de IWSHolland
- Italië, Abbiategrasso (Milaan), Acquerello nel Castello, met de SFA
- Frankrijk, Barbizon, La Maison-Atelier de JF Millet

#### 2018
- Frankrijk, Barbizon, Musée Maison Atelier Jean-François Millet tout l'année
- Duitsland, Emmerich am Rein, Ausstellung der Deutsche Aquarell Gesellschaft (DAG)
- Frankrijk, Trélazé, Exposition SFA
- Frankrijk, Margency, 31ème salon d’art de Margency
- Frankrijk, Coqulles, 2ème Biennale de Coquelles
- Canada, Toronto, Exposition of The Canadian Society of Painters in Water (CSPWC/SCPA) and members of the SFA
- Frankrijk, Avignon, Exposition SFA - CSPWC/SCPA
- Nederland, Leersum, solo expositie bij het Kunstgilde Leersum

#### 2019
- Frankrijk, Parijs, Salon Dessin & Peinture a l'Eau in het Grand Palais
- Nederland, Gouda, Arti Legi, IWS Holland International
- Frankrijk, St.Yrieix la Perche, Salon Int l'Aquarelle
- Nederland, Leersum, Kunstroute in eigen atelier
- Frankrijk, La Varenne st Hilaire, Musée de Saint- Maur, Villa Médicis, Société Artistes du Val de Marne (SAVM)
- Nederland, Leersum, Kunstgilde Winterkunst

#### 2020
- Frankrijk, Parijs, Grand Palais des Champs-Elysées, Salon de Dessin et Peinture a L'Eau
- Frankrijk, Saint Cyr Sur Mer, Centre d'Art Sebastien (on line)
- Frankrijk, Avignon, « France-Chili, Aquarelle »Société française de l’Aquarelle à CLOÎTRE SAINT-LOUIS
- Frankrijk, Aiguillon, Lot et Garonne,13e Festival International de l'Aquarelle et du Carnet de Voyage als 'Peintre Invité'
- Nederland, Langbroek, Kasteel Sandenburg,
- Nederland, Klassieke Academie voor beeldende kunst, "de lente overwint", eerste prijs,

#### 2021
- France Sanary sur Mer (SFA)

- Belgique Liège Musée des Beaux Arts

- Allemagne Ulm (SFA)